# 皮亚诺堡
皮亚诺堡（義大利語：Castel del Piano），是意大利托斯卡纳大区格罗塞托省的一个市镇。总面积67.79平方公里，人口4691人，人口密度69.2人/平方公里（2009年）。ISTAT代码为053004。